# Дехнар (Тегеран)
Дехнар (перс. دهنار‎) — село на севере Ирана, в остане Тегеран. Входит в состав шахрестана Демавенд. Является частью дехестана (сельского округа) Эбершиве бахша Меркези.

## География
Село находится в восточной части остана, в долине реки Деличай, к северу от автодороги 79, на расстоянии приблизительно 24 километров (по прямой) к востоку от города Демавенд, административного центра шахрестана. Абсолютная высота — 2418 метр над уровнем моря.

## Население
По данным переписи 2006 года население села составляло 59 человек (28 мужчин и 31 женщина). В Дехнаре насчитывалось 25 домохозяйств. Уровень грамотности населения составлял 40,7 %. Уровень грамотности среди мужчин составлял 39,3 %, среди женщин — 41,9 %.
В 2016 году в селе имелось 91 домохозяйство и проживало 272 человека (137 мужчин и 135 женщин).
Среди жителей распространён диалект демавенди мазандеранского языка.